# Trolleybus de Guadalajara
Le trolleybus de Guadalajara est un réseau de trolleybus qui dessert la ville de Guadalajara, au Mexique.

## Historique
Le réseau ouvre le 15 décembre 1976.

## Réseau actuel
Le 28 janvier 2016, le gouverneur de Jalisco a rendu public le transfert du service de trolleybus Sistecozome à SITEUR, faisant de la route 400 la ligne 3 de SITREN, qui est une forme de lignes de connexion pour le système.
Le 5 février 2016, la ligne 400 de trolleybus, désormais connue sous le nom de SITREN ligne 3, a repris ses activités.

### Aperçu général
Le réseau actuel compte deux lignes: la 3 (avant 400) et la 500 sans service.
| Ligne | Tracé                                 | Longueur |
| ----- | ------------------------------------- | -------- |
| 3     | Av.Los Arcos - Panteón Felipe Angeles | 18 km    |
| 500   | Av.Los Arcos - Glorieta Artesanos     | 21 km    |